# NBAハッスル賞
NBAハッスル賞（NBA Hustle Award）は、NBAにより2016-17から創設された賞で、ルーズボールの確保、テイクチャージ、ディフレクション、スクリーンアシスト、ショットコンテスト、ボックスアウトなど、ボックススコアの数字には表れない独自のハッスルスタッツに基づいて勝利に貢献した選手1名に贈られる賞である。

## 受賞者
| シーズン | 選手                   | ポジション | 国             | チーム                           |
| -------- | ---------------------- | ---------- | -------------- | -------------------------------- |
| 2016-17  | パトリック・ベバリー   | PG         | アメリカ合衆国 | ヒューストン・ロケッツ           |
| 2017-18  | アミール・ジョンソン   | C          | アメリカ合衆国 | フィラデルフィア・76ers          |
| 2018-19  | マーカス・スマート     | SG/PG      | アメリカ合衆国 | ボストン・セルティックス         |
| 2019-20  | モントレズ・ハレル     | C          | アメリカ合衆国 | ロサンゼルス・クリッパーズ       |
| 2020-21  | サディアス・ヤング     | SG/PG      | アメリカ合衆国 | シカゴ・ブルズ                   |
| 2021-22  | マーカス・スマート     | SG/PG      | アメリカ合衆国 | ボストン・セルティックス         |
| 2022-23  | マーカス・スマート     | SG/PG      | アメリカ合衆国 | ボストン・セルティックス         |
| 2023-24  | アレックス・カルーソ   | PG         | アメリカ合衆国 | シカゴ・ブルズ                   |
| 2024-25  | ドレイモンド・グリーン | PF         | アメリカ合衆国 | ゴールデンステート・ウォリアーズ |